# Lazare de Constantinople
Pour les articles homonymes, voir Lazare (homonymie).
Lazare de Constantinople ou Lazare l'Iconographe (en grec Lazaros Zoographos), né en Arménie vers 810 et mort en 867 à Constantinople, est un peintre, moine, et martyr byzantin. Il est fêté le 23 février  par l'Église catholique et le 17 novembre par l'Église orthodoxe.

## Biographie
Il naquit dans le Caucase en Arménie. Peintre d'icônes à l'époque iconoclaste. Il serait venu à Constantinople très jeune et décida de devenir moine. Il aurait appris l'art de la peinture pour la création d'icônes sacrées, mais subit la condamnation de l'empereur Théophile, qui avait émis un édit impérial menaçant de condamnation à mort tous les artistes qui avaient refusé de détruire les icônes qu'ils avaient peintes.  
Arrêté et mis en présence de Théophile vers 830, il ne lui céda pas et fut emprisonné dans un cloaque. Il retourna peindre des icônes et de l'art sacré. Pour cette raison, il fut de nouveau arrêté et, par ordre de l'empereur, il eut la paume des mains brûlée pour l'empêcher de peindre des fresques dans les couvents détruits par les iconoclastes de l'empereur ; il recommença encore à peindre et restaurer des icônes : caché dans le souterrain de l'église et monastère de Saint Jean-Baptiste le Précurseur de Phoberon, du côté du Bosphore, ce moine peignit avec ses doigts mutilés l'image du grand saint sous la protection duquel il s'était mis, et cette icône devint miraculeuse. 
Il fut enfin réhabilité par Théodora et Michel III après la mort de Théophile et peignit sur la porte du Palais impérial un chiffre du Christ. Il fut envoyé comme émissaire à Rome auprès du pape Benoît III en 856 pour discuter de la possibilité de réconciliation entre les deux Églises. Il fut chargé d'une deuxième mission à Rome en 867 mais mourut pendant le voyage. Son corps fut rapporté à Constantinople, où il fut enseveli dans l'église de saint Évandre à Galata. Il aurait peint les anges de l'icône de Notre-Dame-du-Perpétuel-Secours avant de montrer cette image au pape Nicolas Ier.  
Devenu le patron des peintres et des sculpteurs, il fut invoqué contre les rhumatismes, les douleurs dans les bras et les mains, et la colère.